# Botanophila brevipalpis
Botanophila brevipalpis este o specie de muște din genul Botanophila, familia Anthomyiidae. A fost descrisă pentru prima dată de Huckett în anul 1929. Conform Catalogue of Life specia Botanophila brevipalpis nu are subspecii cunoscute.